# 郑泰旭
郑泰旭（韩语：／ Jeong Tae-wook，1997年5月16日—），生于城南市，韩国男子足球运动员，司职后卫，2020年加入成年国家队，2018年亚洲运动会男子足球金牌得主、2020年亞足聯U-23錦標賽金牌得主。

## 榮譽

### 國家隊
U23
- 亞洲運動會足球比賽冠軍：2018年
- 亞足聯U-23錦標賽冠軍：2020年